# Belgica Edegem Sport

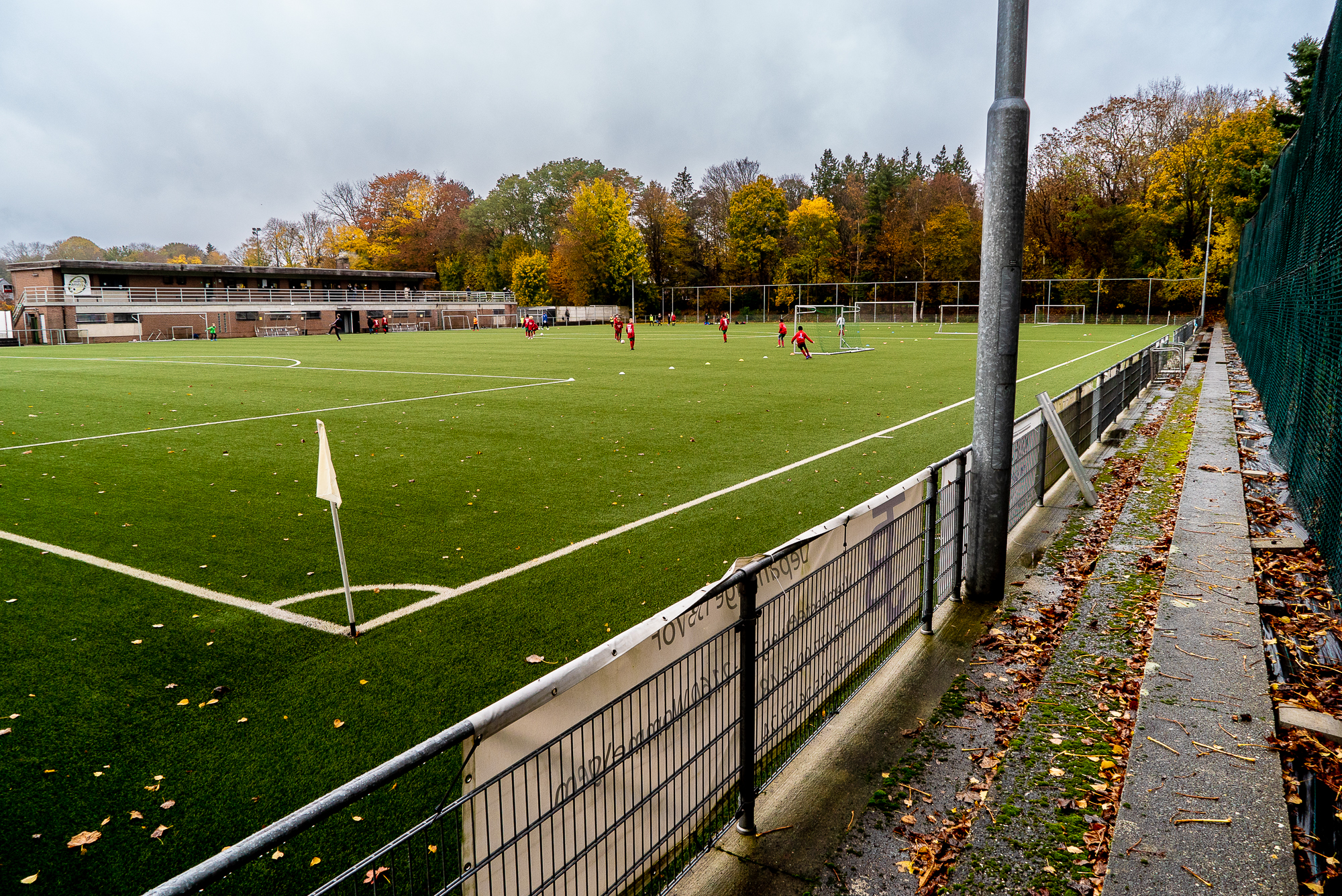
Het Vic Coveliers Stadion in Edegem.

KVV Belgica Edegem Sport was een Belgische voetbalclub uit Edegem in de provincie Antwerpen. De club is in 1967 ontstaan uit de fusie van KFC Belgica Edegem en KVV Edegem Sport en speelde verder onder het stamnummer 375 van Belgica, dat al sinds 1908 bestond. De club speelde in de Antwerpse provinciale reeksen. In augustus 2016 ging de club failliet en hield ze op te bestaan. 

## Geschiedenis
Op 17 april 1966 fuseerde KFC Belgica Edegem met KVV Edegem Sport. 
Op het ogenblik van de fusie waren beide Edegemse clubs in Derde Provinciale weggezakt. De nieuwe club ging onder het stamnummer 375 van Belgica verder onder de naam KVV Belgica Edegem Sport. De kleuren werden officieel zilver en zwart, zoals het wapenschild van de gemeente Edegem; in de praktijk wit en zwart.
In 1974 splitste enkele oudgedienden van KFC Belgica Edegem zich terug af en richten een nieuwe club op: FC Belgica.
Direct na de fusie werd de club net geen kampioen, maar strandde op een tweede plaats na FC Mariekerke. In 1967/68 slaagde de club er wel in kampioen te spelen. De ploeg verbleef vervolgens 16 jaar lang in Tweede Provinciale met wisselende resultaten. In 1983/84 speelde de club eindelijk kampioen en kon naar Eerste Provinciale overgaan, maar dit zou slechts drie seizoenen duren. In 1991/92 promoveerde club uiteindelijk toch weer naar Eerste Provinciale.
In 2008 en 2009 kende de club echter twee opeenvolgende degradaties, waardoor ze naar Derde Provinciale zakte.
Na vijf opeenvolgende seizoenen door te brengen in Derde provinciale met wisselende resultaten is Belgica Edegem Sport in jaargang 2014-2015 kampioen gespeeld. 
Voor het faillissement kwam de club uit in tweede provinciale.

## Resultaten
| Seizoen   | Klasse | Klasse | Klasse | Klasse | Reeks               | Punten | Opmerkingen |
|           | I      | II     | III    | P.II   |                     |        |             |
| --------- | ------ | ------ | ------ | ------ | ------------------- | ------ | ----------- |
|           |        |        |        |        |                     |        |             |
| 1967-2016 |        |        |        |        | Prov. reeksen Antw. |        |             |